# Aspa bruk (massabruk)

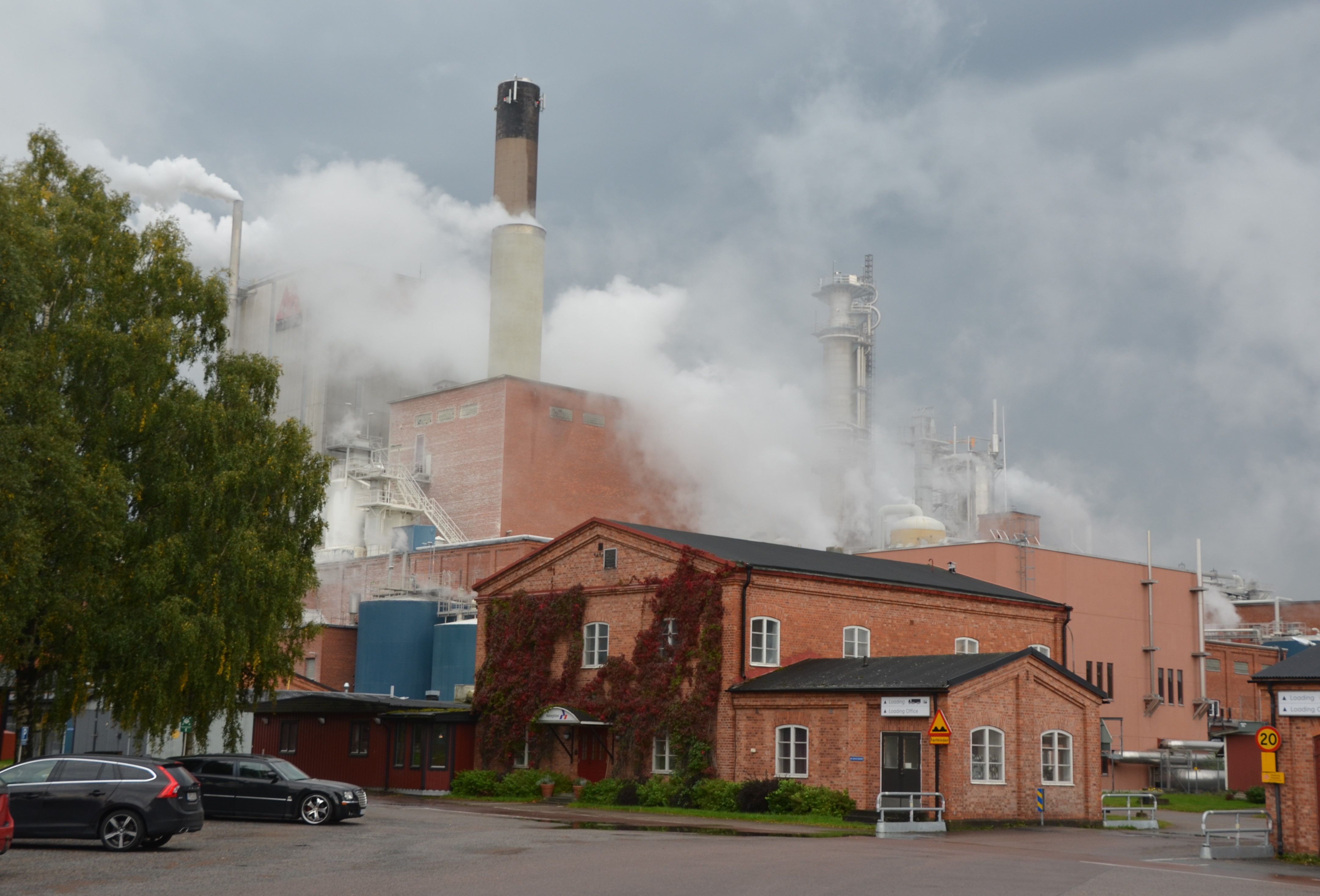

Aspa bruk är ett massabruk i Olshammar i Närke. Bruket tillhör Sweden Timber och tillverkar blekt och oblekt långfibrig sulfatmassa.
På 1690-talet anlades ett järnbruk i Olshammar  och år 1877 byggdes ett sågverk. Laxå bruk, som ville komma åt skogarna, köpte företaget år 1900 och de olika smedjorna lades ned 1900–1921.
År 1884 började Munksjö att  köpa massaved till sin sulfitfabrik i Jönköping från Aspa bruk och år 1917 övertog de företaget. Den 19 mars 1927 beslöt man att låta bygga en sulfatfabrik. Fabriken invigdes den 27 augusti 1928 och produktionen uppgick till 12 000 ton per år.
Råvaran transporterades till fabriken på en smalspårig järnväg som hade anlagts till sågen i Olshammar samt med lastbil och på bolagets egna skutor över Vättern.
Fabriken har byggts om vid flera tillfällen och år 1957 började man att bleka pappersmassan. År 1991 slutade man att bleka med klor och idag tillverkar man bara oblekt massa och ECF massa.
Aspa bruk har en kapacitet på 200 000 ton per år och har omkring 170 anställda. Bruket tillhörde finska Ahlstrom till november 2024 då det övertogs av Sweden Timber.